# Унионистас де Саламанка
«Унионистас де Саламанка» (исп. Unionistas de Salamanca Club de Fútbol) — испанский футбольный клуб из города Саламанка в автономном сообществе Кастилия и Леон. Клуб выступает в Примера Федерасьон, третьем уровне испанского чемпионата. Домашние матчи проводит на стадионе «Рейна София», который вмещает 5000 зрителей.

## Легенды клуба
Игроки сыгравшие 100 матчей за клуб в чемпионате
- Жуниор
- Давид Митого